# Canton de Sens-Ouest
Le canton de Sens-Ouest est une division administrative française du département de l'Yonne.
Le canton de Sens-Ouest est une création « récente » (décret du 2 août 1973, rebaptisant le canton de Sens-sud). Avec les actuels cantons de Sens-Nord-Est et Sens-Sud-Est, ils ont remplacé les deux anciens cantons de Sens-Nord et Sens-Sud.

## Composition
| Nom                    | Code Insee | Intercommunalité            | Superficie (km2) | Population (dernière pop. légale) | Densité (hab./km2) |
| ---------------------- | ---------- | --------------------------- | ---------------- | --------------------------------- | ------------------ |
| Sens (chef-lieu)       | 89387      | CA du Grand Sénonais        | 21,90            | 25 507 (2014)                     | 1 165              |
| Collemiers             | 89113      | CA du Grand Sénonais        | 10,70            | 611 (2014)                        | 57                 |
| Cornant                | 89116      | CC du Gâtinais en Bourgogne | 5,06             | 357 (2014)                        | 71                 |
| Courtois-sur-Yonne     | 89127      | CA du Grand Sénonais        | 4,29             | 746 (2014)                        | 174                |
| Égriselles-le-Bocage   | 89151      | CC du Gâtinais en Bourgogne | 23,69            | 1 261 (2014)                      | 53                 |
| Étigny                 | 89160      | CA du Grand Sénonais        | 6,86             | 765 (2014)                        | 112                |
| Gron                   | 89195      | CA du Grand Sénonais        | 11,73            | 1 239 (2014)                      | 106                |
| Marsangy               | 89245      | CA du Grand Sénonais        | 14,68            | 810 (2014)                        | 55                 |
| Nailly                 | 89274      | CC du Gâtinais en Bourgogne | 21,61            | 1 259 (2014)                      | 58                 |
| Paron                  | 89287      | CA du Grand Sénonais        | 10,51            | 4 858 (2014)                      | 462                |
| Saint-Denis-lès-Sens   | 89342      | CA du Grand Sénonais        | 6,73             | 768 (2014)                        | 114                |
| Saint-Martin-du-Tertre | 89354      | CA du Grand Sénonais        | 6,91             | 1 572 (2014)                      | 227                |
| Subligny               | 89404      | CC du Gâtinais en Bourgogne | 7,88             | 497 (2014)                        | 63                 |

Le canton ne comprend qu'une fraction de la commune de Sens (7 285 habitants en 2011).

## Histoire
Le canton de Sens-Ouest est créé par le décret du 2 août 1973. Il s'agit du changement de dénomination du canton de Sens-Sud.

## Représentation
| Période | Période | Identité       | Étiquette    | Qualité |
| ------- | ------- | -------------- | ------------ | --- |
| 1973    | 1988    | Roger Treillé  | RI puis UDF  | Directeur commercial Maire de Paron                                                                                        |
| 1988    | 2015    | Philippe Serré | UDF puis UMP | Avocat Maire de Sens de 1989 à 1995 Suppléant du député Philippe Auberger (1997-2002) Elu en 2015 dans le Canton de Sens-2 |

## Démographie
| 1975 | 1982 | 1990   | 1999   | 2006   | 2011   | 2012   |
| ---- | ---- | ------ | ------ | ------ | ------ | ------ |
| -    | -    | 18 915 | 20 800 | 21 567 | 21 465 | 21 510 |